# くりた陸
くりた 陸（くりた りく、本名：岸本 摩由美（きしもと まゆみ）、1962年10月18日 - 2017年7月4日）は、日本の女性漫画家。青森県出身。血液型はB型。
少女漫画誌『少女フレンド』（講談社）などで、恋愛やファンタジーなどの作品を掲載。その後、『デザート』や『BE・LOVE』（いずれも講談社）などの女性漫画誌で、大人の恋愛や家族の愛情を描いた作品を発表し活躍。小説や映画を原作とする作品や小説のイラストも手がける。代表作に『ゆめ色クッキング』『くじらの親子』『オレの子ですか?』など。

## 人物
1990-1991年に結婚、娘が一人いる。クラシック・バレエが趣味。
2003年頃、乳がんの宣告を受けた。すでにステージIIIまで進行しており、最初に診察した総合病院では治療出来ないと言われ、大きな病院を紹介された。この病院にて抗がん剤で腫瘍を小さくした後に手術を行うことになった。半年間の投薬治療中、「5年生存率は50%以下」と医者に宣言されていたため、死んだあとに残しておきたくないという思いから原稿のほとんどが処分された。
その後、小さくなった腫瘍を手術にて切除。術中、10箇所ほどリンパへの転移も見られていた。術後は経過も良く、執筆活動もしていたが、2012年に骨とリンパに遠隔転移が発見され、医者からは「もう治すのは無理なので少しでも延命を考えて行きましょう」と言われている。2014年3月27日、これらの情報の公開とともに、身辺整理の一つとしてカラー原稿や生原稿などをJコミにてオークション形式にて販売をした。これらの販売額は全て本人に渡り、これからやってくるであろうがんの治療費などに充てられる予定。
2017年7月4日早朝、乳がんのため死去。54歳没。同月10日に秋田書店の公式サイトや、くりたのTwitterアカウントで公表された。

## 主な作品

### 漫画
- パステルトーンの童話 - 単行本全1巻（1985年、講談社）
- ゆめ色クッキング - 単行本全7巻（1988 - 1990年、講談社）
- 寝顔は見ちゃイヤッ（1990 - 1991年、少女フレンド、講談社） - 単行本全3巻（1990 - 1991年、講談社）
- ぷっちん♥Hi!School（1991 - 1992年、少女フレンド） - 単行本全4巻（1991 - 1992年、講談社）
- 北極星に投げキッス - 単行本全4巻（1993 - 1994年、講談社）
- Chu♡してBOMB! - 単行本全2巻（1994 - 1995年、講談社）
- 愛ってなぁに? - 単行本全2巻（1995年、講談社）
- くじらの親子 - 単行本全10巻（1996 - 2002年、講談社）、漫画文庫版全5巻（2006年、講談社）
- マカロンにおまかせ - 単行本全1巻（1997年、講談社）
- 苺とチョコレート（2000年、デザート増刊、講談社） - 単行本全2巻（2000年、講談社）
- あの虹を越えて-坂本さんち物語- - 単行本全1巻（2000年、講談社）
- 海をわたる風 - 原作は上野紀子。単行本全1巻（2001年、講談社）
- ストロベリー・シャンパン（2002年、デザート増刊） - 読切作品。同名の短編集（2003年、講談社）に収録
- 永遠の瞳 - 単行本全1巻（2002年、講談社）
- プチナ→ス - 単行本全1巻（2003年、講談社）
- 卒業 - 映画『卒業』のコミック版。単行本全1巻（2003年、講談社）
- お天気に恋して - 同名の短編集（2004年、講談社）に収録
- 深呼吸の必要 THE COMIC - 単行本全1巻（2004年、講談社）
- オレの子ですか?（2004 - 2006年、THEデザート、講談社） - 単行本全5巻（2004 - 2007年、講談社）
- Shall We バレエ?-バレエでキレイになる-（2005年、THEデザート） - 同名の短編集（2005年、講談社）に収録
- 博士の愛した数式（2005 - 2006年、BE・LOVE） - 原作は小川洋子の同名小説。単行本全1巻（2006年、講談社）
- 幸福な食卓 - 原作は瀬尾まいこの同名小説。2012年（2006年、講談社）
- いってきます（BE・LOVE）- 単行本全1巻（2007年、講談社）
- 給食の時間（2006 - 2008年、THEデザート） - 単行本全3巻（2007 - 2008年、講談社）
- 60歳のラブレター（2009年 、YOU、集英社） - 同名映画のコミック版。原案は古沢良太。単行本（2009年、集英社）
- 銀座タンポポ保育園（2009年、講談社）
- MIYAKO バレリーナ吉田都ものがたり（2010年、新書館）
- 美姫の蔵 - 単行本全1巻（2010年、秋田書店）
- アンナ・パブロワ（2012年、集英社 学習漫画世界の伝記NEXT） - シナリオは黒沢翔、解説は森下洋子
- いただきます（2014－2015年、フォアミセス） - 単行本全2巻（2015年、秋田書店）
- 乳がんに襲われ余命宣告を受けた少女漫画家の家族への手記　陽だまりの家（2017年、秋田書店）

### 少女小説
講談社X文庫ティーンズハートより刊行されたもの。
- 恋する女のコのお菓子BOOK - 文庫本全3巻（1995 - 1997年、講談社）

### イラスト
- ハートじかけの女神サマ（講談社X文庫）
- ゆうこ-草原を渡る音-（講談社X文庫）
- 秘密のタイムテーブル-キスだけじゃイヤX-（講談社X文庫）
- 天使の砂時計（講談社X文庫）